# Underneath the Tree
Underneath the Tree è un singolo della cantante statunitense Kelly Clarkson, pubblicato nel 2013 ed estratto dal suo album natalizio Wrapped in Red.
Considerata dalla critica musicale una delle migliori canzoni natalizie del XXI secolo, il brano ha ottenuto successo commerciale nelle classifiche di vendita internazionali negli anni successivi alla sua pubblicazione, apparendo tra le prime dieci posizioni nelle classifiche di Australia, Canada, Germania, Regno Unito e Stati Uniti.

## Descrizione
La canzone è stata scritta da Kelly Clarkson e Greg Kurstin e prodotta da quest'ultimo. L'amministratore delegato della RCA Records, Peter Edge, ha raccontato che l'ispirazione principale della canzone della Clarkson è stata All I Want for Christmas Is You di Mariah Carey.

## Accoglienza
Underneath the Tree ha ricevuto il plauso della critica di vari critici musicali al momento della sua uscita, venendo ritenuto il punto di forza dell'album e un nuovo classico natalizio del ventunesimo secolo. Il brano è stato classificato tra i migliori brani natalizi secondo Esquire, Glamour, Cosmopolitan, Elle, The Bustle, e Oprah Daily.
Marisa Fox di Billboard l'ha definita la «più grande sorpresa» dell'album, osservando che la melodia è ottimistica facendo sì che la Clarkson si avvalesse della voce in stile Darlene Love, mentre Mikael Wood del Los Angeles Times l'ha descritta come «un singolo straordinariamente allegro e spumeggiante». Sarah Rodman del The Boston Globe l'ha definita come «un brano rimbalzante, fatto su misura per le corse in slitta», elogiandola come la migliore traccia dell'album.
Nella sua recensione, Christina Vinson di Taste of Country ha osservato che il brano «ha tutto ciò che una canzone di Natale può desiderare: un suono jazzy, big band, sassofono e campane che suonano, il tutto avvolto in un ottimistico e accattivante brano natalizio» e ha affermato la cantautrice «brilla», in quanto «la sua voce forte è necessaria per compensare la produzione e il coro sgargiante».  Nella sua recensione, Sam Lansky di Idolator ha scritto che la canzone «suona immediatamente familiare, strettamente avvolto alla voce trascendente della Clarkson, il tutto è piuttosto rinvigorente e appassionante».
I critici l'hanno anche paragonato il brano a All I Want for Christmas Is You di Mariah Carey, tra cui Jenna Hally Rubenstein di MTV News ha commentato: «se possiamo essere così audaci, è sicuramente alla pari con altri impeccabili originali natalizi, come All I Want For Christmas Is You della Carey».

## Tracce
- Download digitale

1. Underneath the Tree – 3:49

- Download digitale - Remixes EP

1. Underneath the Tree (Cutmore Christmas Sleigh Ride Radio Mix) – 3:59
2. Underneath the Tree (Morlando Radio Mix) – 3:47
3. Underneath the Tree (Cutmore Christmas Sleigh Ride Extended Mix) – 6:24
4. Underneath the Tree (Morlando Remix) – 5:41

## Successo commerciale e impatto
Underneath the Tree ha esordito alla posizione numero 92 della Billboard Hot 100 il 21 dicembre 2013, raggiungendo la posizione 78 il 4 gennaio 2014. Successivamente la canzone è rientrata in classifica ogni anno dalla sua pubblicazione, raggiungendo nel 2024 la posizione più alta al numero 9, divenendo la dodicesima canzone dell'artista a ottenere tale risultato e la prima da Piece by Piece (2015).
Nel Regno Unito il singolo ha esordito nella Official Singles Chart alla posizione numero 79, raggiungendo la posizione 30 il 28 dicembre 2013. Nel 2024 la canzone è rientrata in classifica e raggiungendo la sua massima posizione alla numero 7, divenendo il suo decimo ingresso tra le prime dieci posizioni della classifica. Al dicembre 2024 il brano ha venduto 1 800 000 unità nel Paese, ottenendo la certificazione di triplo disco di platino dalla British Phonographic Industry.
In un rapporto pubblicato dall'American Society of Composers, Authors and Publishers (ASCAP), Underneath the Tree è stata indicata come la canzone natalizia originale più eseguita nel loro repertorio negli anni 2015, 2018, e 2019.

## Classifiche

### Classifiche settimanali
| Classifica (2013-24) | Posizione massima |
| -------------------- | ----------------- |
| Australia            | 6                 |
| Austria              | 6                 |
| Belgio (Fiandre)     | 12                |
| Belgio (Vallonia)    | 21                |
| Canada               | 7                 |
| Corea del Sud        | 46                |
| Danimarca            | 31                |
| Finlandia            | 17                |
| Francia              | 47                |
| Germania             | 5                 |
| Grecia               | 13                |
| Irlanda              | 11                |
| Islanda              | 29                |
| Italia               | 51                |
| Lettonia             | 12                |
| Lituania             | 9                 |
| Lussemburgo          | 13                |
| Norvegia             | 31                |
| Nuova Zelanda        | 6                 |
| Paesi Bassi          | 6                 |
| Polonia              | 25                |
| Portogallo           | 12                |
| Regno Unito          | 7                 |
| Repubblica Ceca      | 15                |
| Singapore            | 13                |
| Slovacchia           | 16                |
| Spagna               | 61                |
| Stati Uniti          | 9                 |
| Sudafrica            | 54                |
| Svezia               | 44                |
| Svizzera             | 10                |
| Ungheria             | 7                 |

### Classifiche di fine anno
| Classifica (2020) | Posizione |
| ----------------- | --------- |
| Ungheria          | 85        |
| Classifica (2023) | Posizione |
| Ungheria          | 62        |
| Classifica (2024) | Posizione |
| Austria           | 60        |
| Germania          | 93        |